# Gipsmühlen Mülligen und Windisch

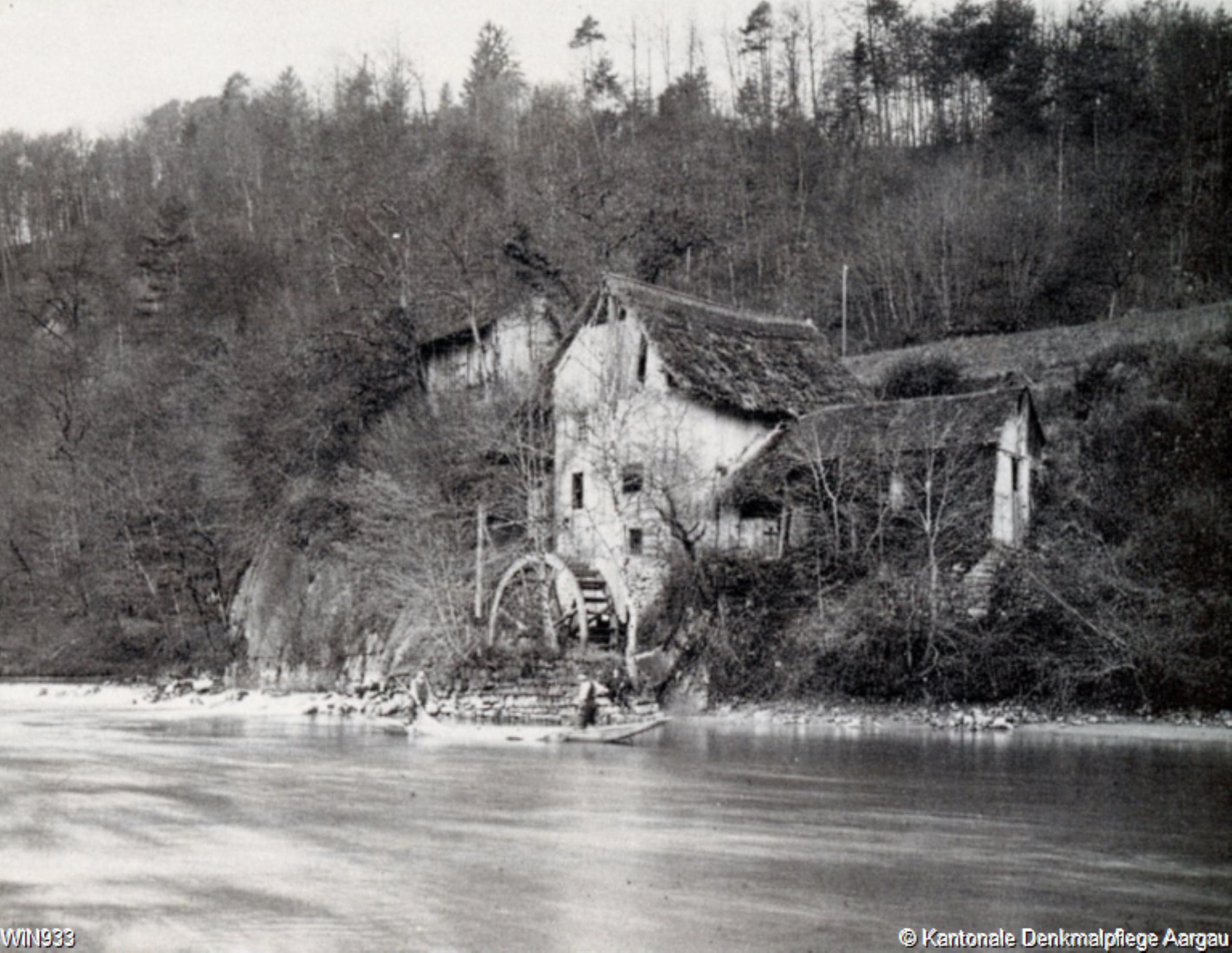
Untere Gipsmühle Windisch

Die Gipsmühlen Mülligen und Windisch waren vom Wasser der Reuss getriebene Mühlenanlagen im Kanton Aargau in der Schweiz.

## Geschichte
Die Gipsausbeutung im Gebiet Schampelen/Schämbele am Nordabhang des Eitenbergs und oberhalb der Reuss fand vom 18. Jahrhundert bis in die Mitte der 1890er Jahre statt. Dort fanden sich in den Keuperschichten Lager von weissem oder rötlichem Gipsgestein. Für die Ausbeutung des Gipsgesteins wurden vom Reussufer her und unter der Strasse hindurch zwei 200 bis 300 Meter lange Stollen in den Berg bei Schampelen getrieben. 
Die Gipssteine verarbeitete man an Ort und Stelle in zwei Gipsmühlen zu Bau- und Dünggips. Diese waren an der Reuss bei Mülligen (Obere Gipsmühle) und Windisch (Untere Gipsmühle) errichtet worden. Die Steine wurden mit Rollwagen auf hölzernen Geleisen in die Mühlen befördert, wo sie zu gewölbeartigen Öfen aufgeschichtet wurden. Oben wurde mit Schutt zugedeckt und die Steine während zehn Stunden erhitzt. Die so gebrannten Steine kamen ins Stampfwerk, wo sie auf einem eisernen Rost durch schwere Schlägel, die durch das Wasserrad in Bewegung versetzt wurden, zerkleinert wurden. Das feinere Material fiel durch den Rost hinunter auf die Mahlsteine, wo es zwischen zwei Steinen zu Pulver verrieben wurde. So erhielt man den Dünggips, der in der näheren und weiteren Umgebung (Freiamt) nebst Mergel zur Düngung der Felder verwendet wurde.
Zur Herstellung von Baugips war ein nochmaliges Brennen dieses Pulvers nötig. Das geschah in eisernen Pfannen von 1 bis 1,5 Meter Durchmesser unter Umrühren von Hand oder durch ein Rührwerk. 
Im Gebiet Schambelen enthält der Gips auch Kristalle von Bitter- und Glaubersalz. Diese Salze wurden ausgelaugt, die Lösung filtriert und von der Firma Rauber als Mülliger Bitterwasser in den Handel gebracht. Dort findet sich auch ein grauer, dolomitischer Sandkalk, der von der Porzellanmanufaktur Kilchberg-Schooren eine Zeit lang für die Herstellung von Fayencegeschirr benutzt wurde.

## Obere Gipsmühle

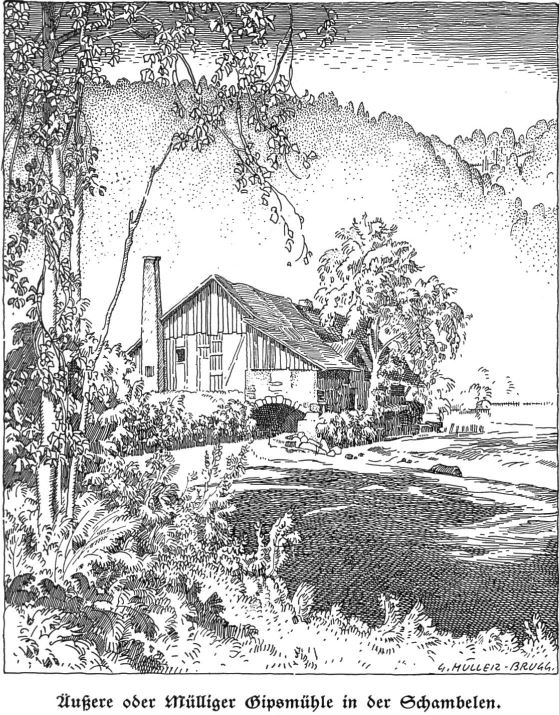
Obere Gipsmühle Mülligen

Die 1849 erbaute Obere Mühle befand sich unterhalb Mülligen an der Reuss. ⊙ Sie besass einen gemauerten Ofen und ein Rührwerk, wurde 1862 von der Spinnerei Kunz in Windisch erworben und bis in die 1890er Jahre betrieben. In den letzten Betriebsjahren wurden jährlich etwa 50 Wagenladungen Feldgips (Dünggips) hergestellt. Baugips wurde in grauer und weisser Farbe fabriziert.  Die Firma Kunz begann auch mit der Fabrikation von hydraulischem Kalk. Dazu holte man die nötigen Kalksteine in einem Steinbruch in der Nähe. 1929 war die Obere Gipsmühle abbruchreif und bereits ohne Ziegel. Heute befindet sich dort eine Grillplatz mit zwei ehemaligen Mahlsteinen.

## Untere Gipsmühle

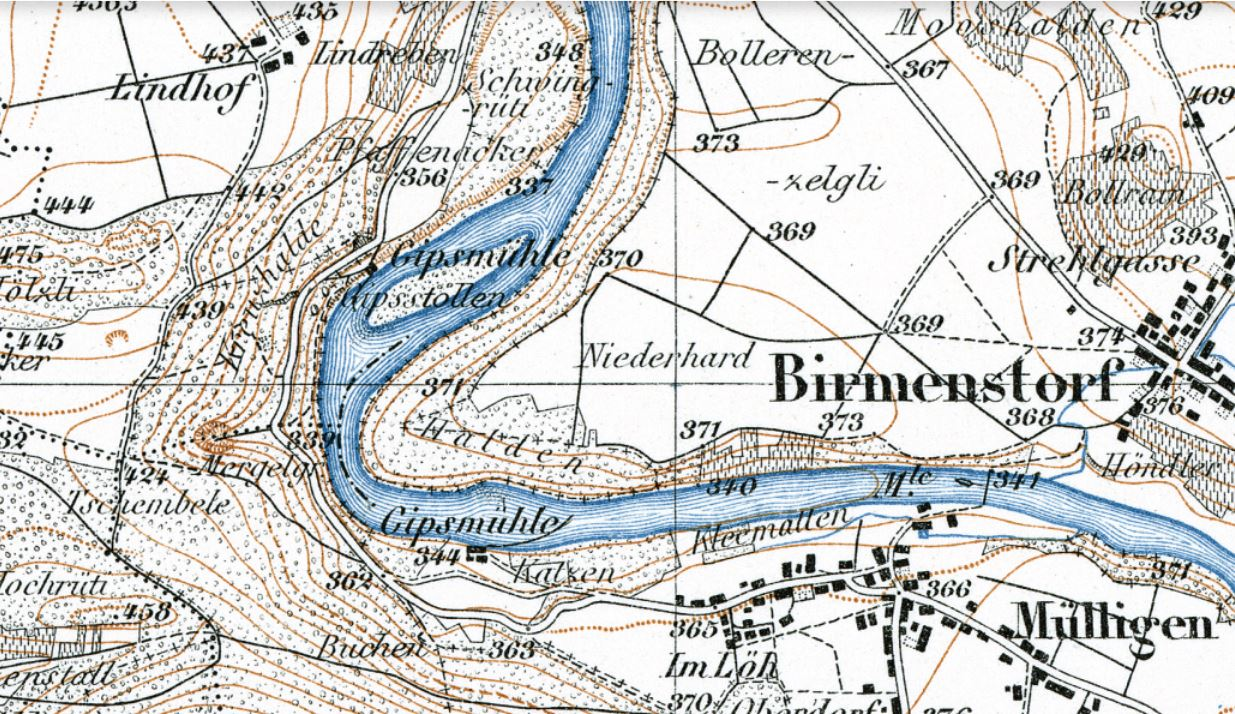
Gipsmühlen von Mülligen und Windisch (Siegfriedkarte 1914)

Die untere Gipsmühle wurde 1794 gebaut, nachdem Josef Rauber von Windisch im gleichen Jahr eine Konzession für eine Gipsmühle und eine Gipsreibe erhalten hatte und Felix Rauber für einen Schwellenbau in der Reuss. Sie befand sich weiter flussabwärts neben der Reussinsel Maierieslischachen im Ortsteil Chrüzhalden in der Gemeinde Windisch. ⊙ Sie gehörte dem alten Sigrist Rauber von Windisch und stellte den Betrieb ebenfalls in den 1890er Jahren ein. 
Die Mühle wurde 2016 aus dem Bauinventar der Denkmalpflege Aargau entlassen, weil die Überreste weitgehend zerstört und die Stützmauern mit einer Terrasse samt hölzernem Schuppen überbaut sind.